# Моссесян, Мишель
Мишель Моссесян (арм. Միշել Մոսեսյան, фр. Michel Mossessian; 11 ноября 1959, Париж, Франция) —  французский архитектор армянского происхождения, проживающий в Лондоне. Известен своими работами в Великобритании, Китае, Катаре, Марокко, Франции. Обладатель множества наград в сфере архитектуры. 

## Биография
Мишель Мосесян родился в 1959 году в Париже. Получил диплом архитектора в Школе изящных искусств (Париж), где он также занимался философией под руководством Жака Деррида.
Затем поступил в Купер-Юнион в Нью-Йорке, где изучал продвинутый дизайн. Впоследствии он получил степень магистра дизайна в Гарвардской высшей школе дизайна в Кембридже. Также учился в медиа-лаборатории Массачусетского технологического института по искусственному интеллекту.
В 2005 году Моссессиан основал архитектурную студию Mossessian & Partners, где он является главным архитектором.

## Значимые проекты
- Здание S1 на King's Cross, Лондон — в стадии строительства;
- Здание S2 на King's Cross, Лондон  — в стадии строительства;
- Здание Lalla Yeddouna в Фесе, Марокко  — в стадии строительства;
- Комплекс Msheireb в Дохе, Катар  — в стадии строительства;
- 5 Merchant Square  (штаб-квартира Marks and Spencers), Лондон — завершено в 2010 году;
- Здание ExxonMobil  в Шанхае, Китай — завершено в 2010 году;
- Биржевой дом, Лондон, Великобритания;
- 1 Fleet Place, Лондон, Великобритания — завершено в 1992 году;
- Штаб-квартира НАТО в Брюсселе, Бельгия  — совместно со Skidmore, Owings & Merrill;
- Вилла Олимпика Барселона в Барселоне, Испания — вместе со Skidmore, Owings & Merrill;
- Бродгейт в Лондоне, Великобритания — вместе со Skidmore, Owings & Merrill.

## Награды
Здание 5 Merchant Square, Лондон
- MIPIM Special Tribute to the Country of Honour, UK
- LEAF Commercial Building of the Year 2012
- Runner up for 2011 BCO Awards

Здание Lalla Yeddouna, Марокко  
- Winner of 2014 AR Future Project Cultural Regeneration Award
- Winner of 2011 Holcim Awards, Urban Precinct Reconstruction & Rehabilitation
- World Architecture Festival Cultural Regeneration Award 2013
- LEAF Best Future Building 2012
- World Architecture Festival Cultural Regeneration 2011

Здание Msheireb, Доха, Катар
- Overall Winner 2012 AR Future Projects Awards
- Winner of 2011 AR Future Project Sustainability Award
- World Architecture Festival Public Realm Award 2013
- World Architecture Festival Residential Award 2011

Награды конкурсов
- 2016 Makkah Museum, Джидда, Саудовская Аравия — работа, получившая 1-е место, завершение ожидается в 2020 году;
- 2014 King’s Cross Argent, S1 and S2 block - победившая заявка, завершение 2018 и 2020 годы;
- 2013 Worldcup Stadium, Qatar — Confidential;
- 2011 Mushereib Heart of Doha, Этап 4 — победитель, 4 высотных здания, завершение в 2020 году;
- 2011 Place Lalla Yedouna, Фес, Марокко — работа, получившая 1-е место, завершение в 2017 году;
- 2010 Mushereib Heart of Doha, Катар, Этап 3 — победитель, суперблок Т1, завершение в 2018 году.

## Галерея

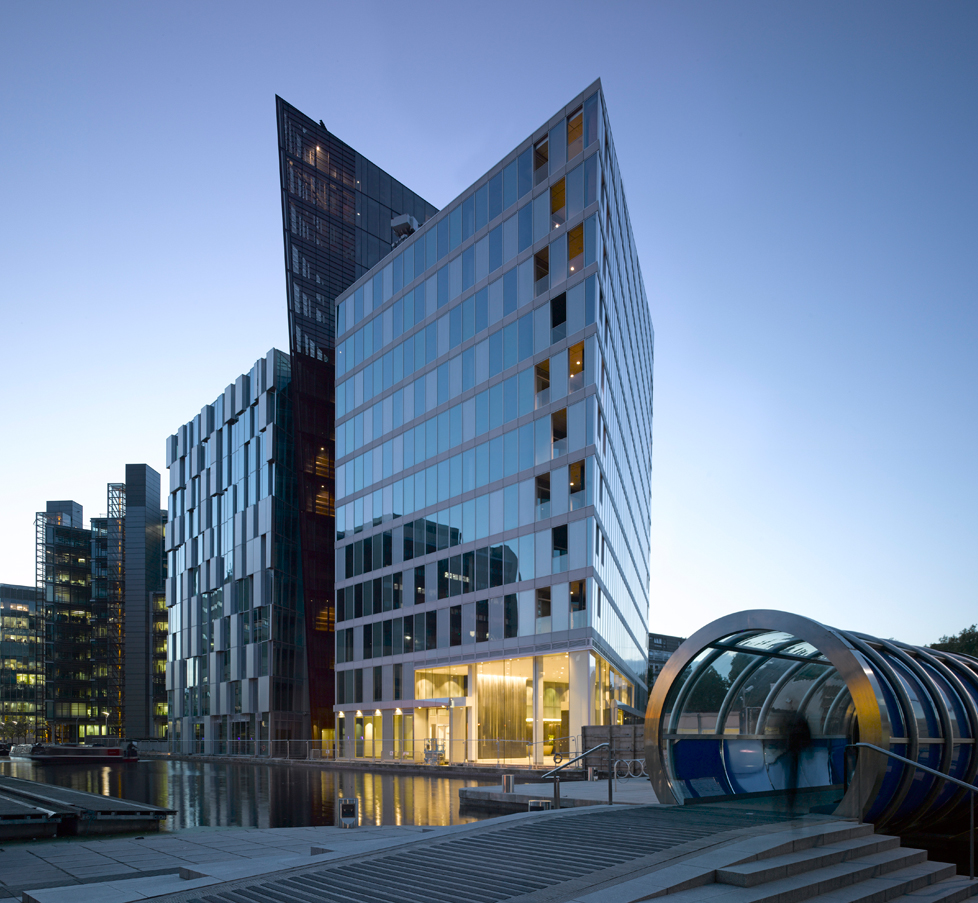
5 Merchant Square in Paddington Basin, Лондон, Великобритания
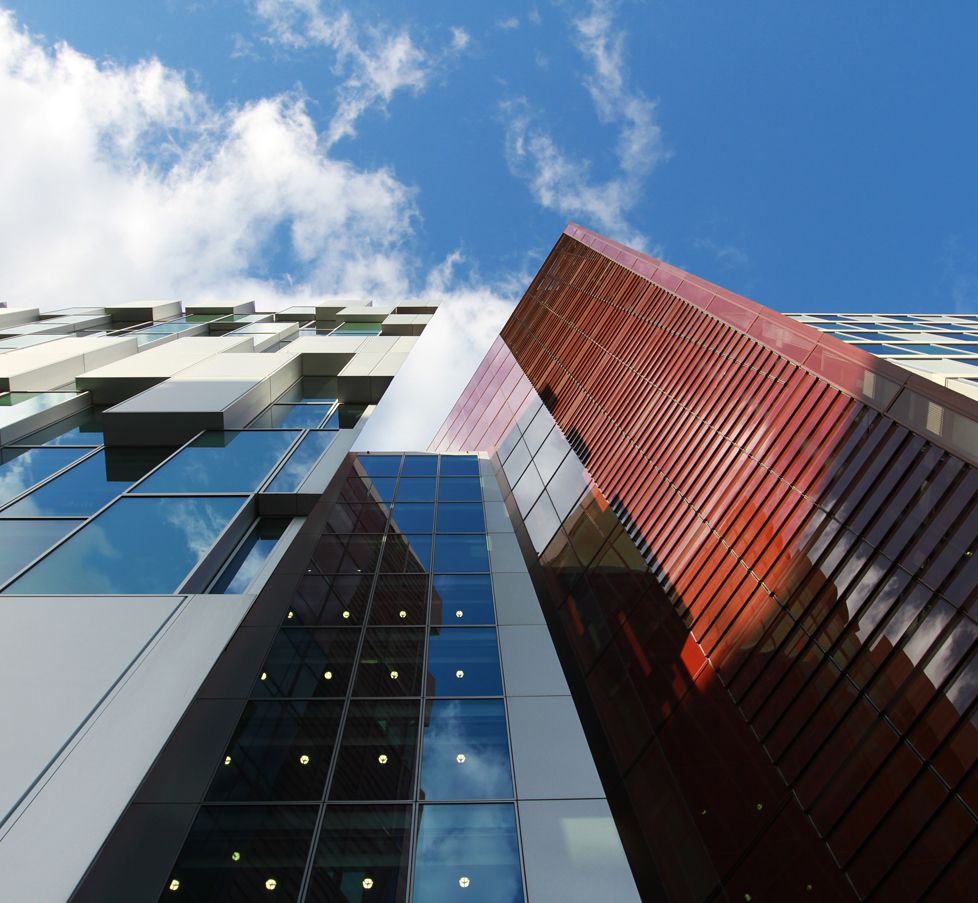
5 Merchant Square, Лондон, Великобритания
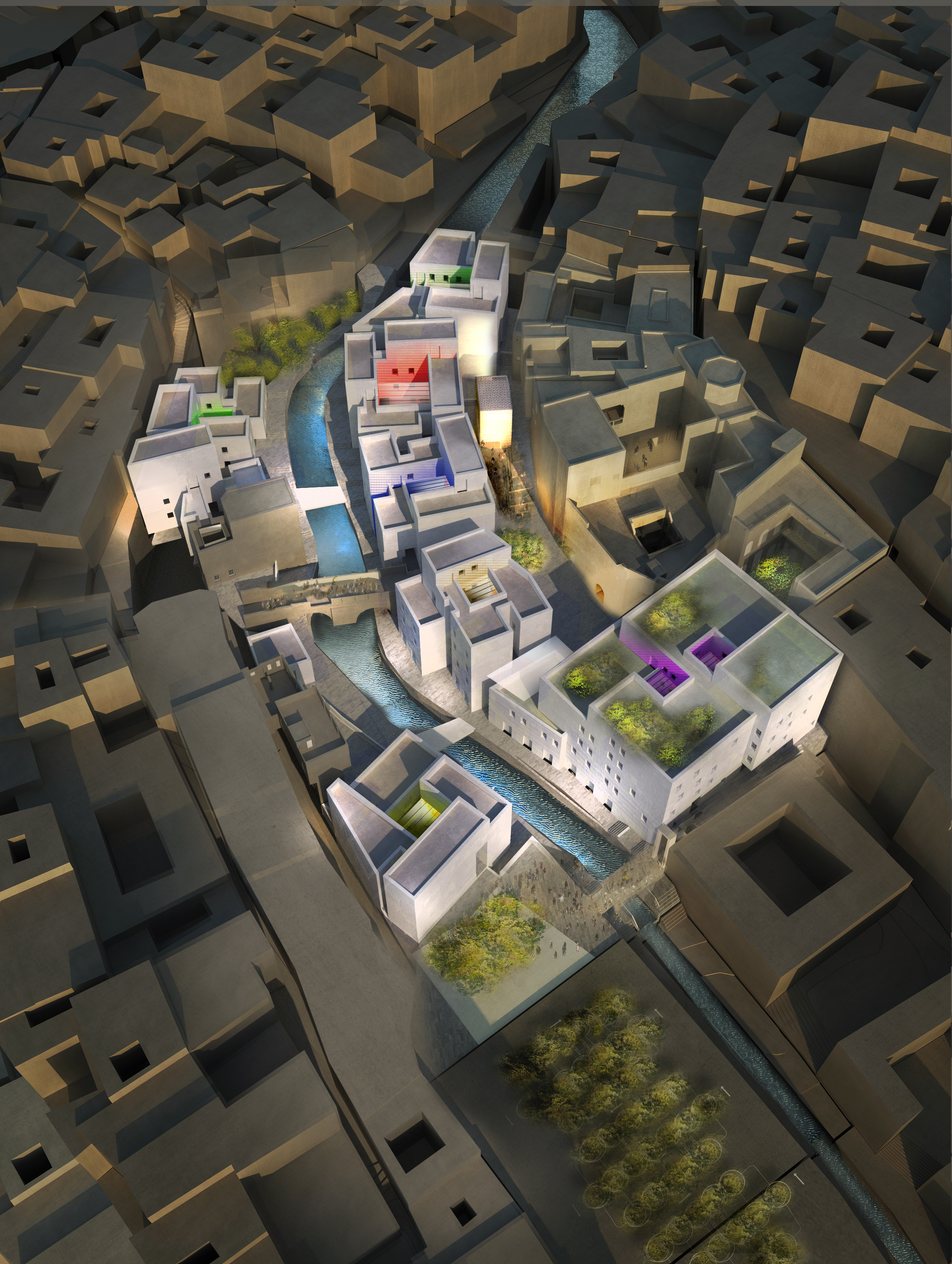
Place Lalla Yeddouna World Heritage Site, Medina of Fez, Марокко
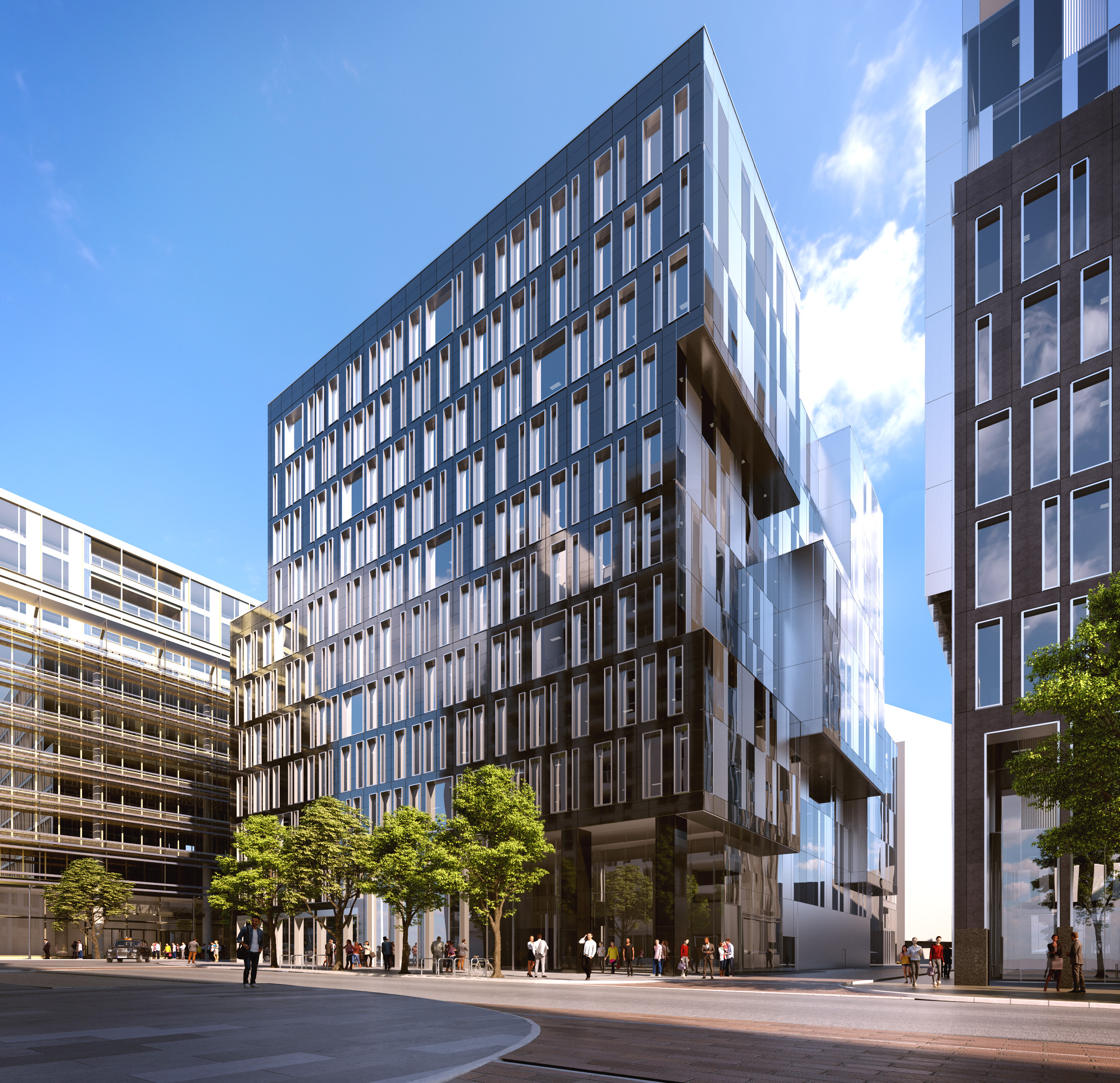
S1 Building, King's Cross, Лондон, Великобритания
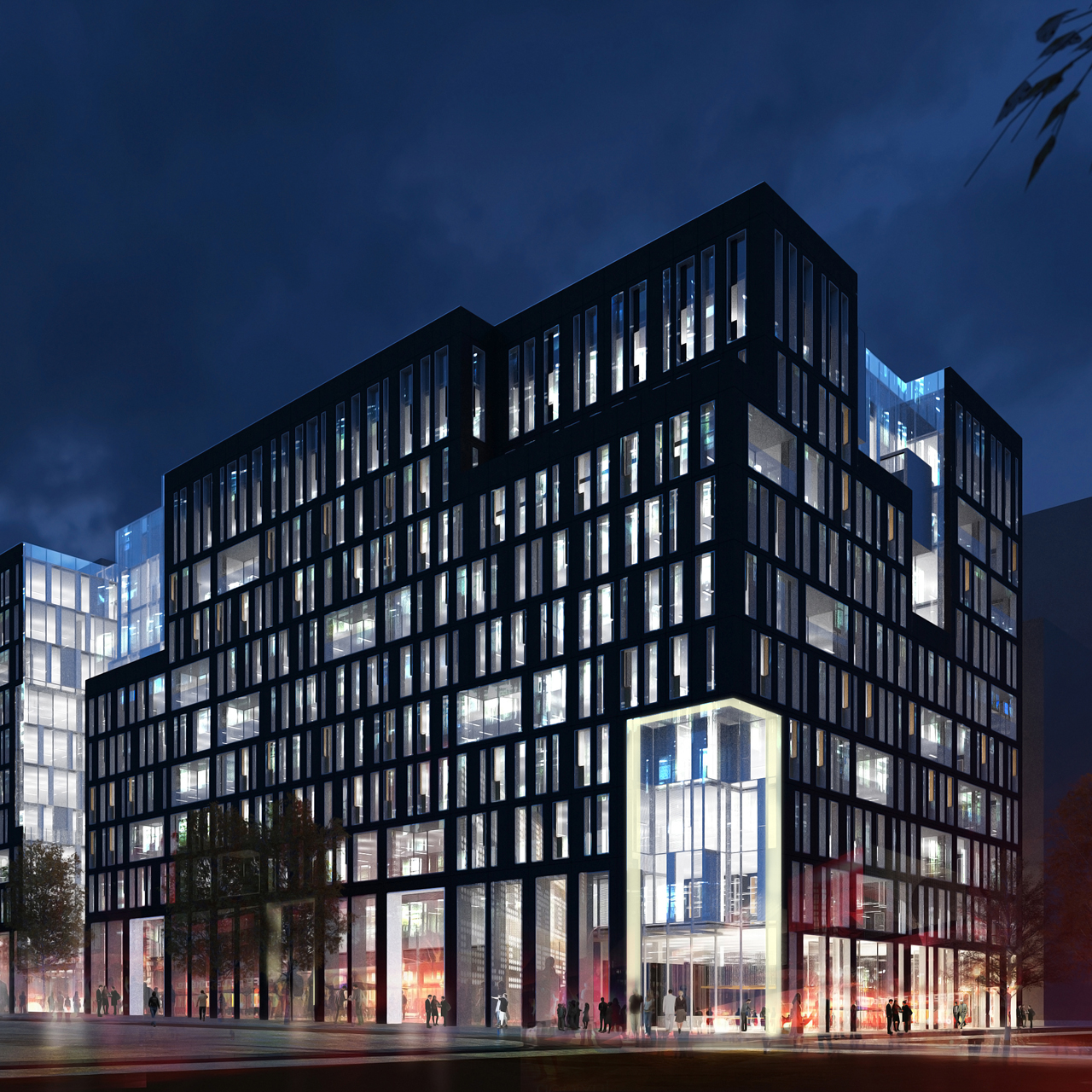
S2 Building, King's Cross, Лондон, Великобритания
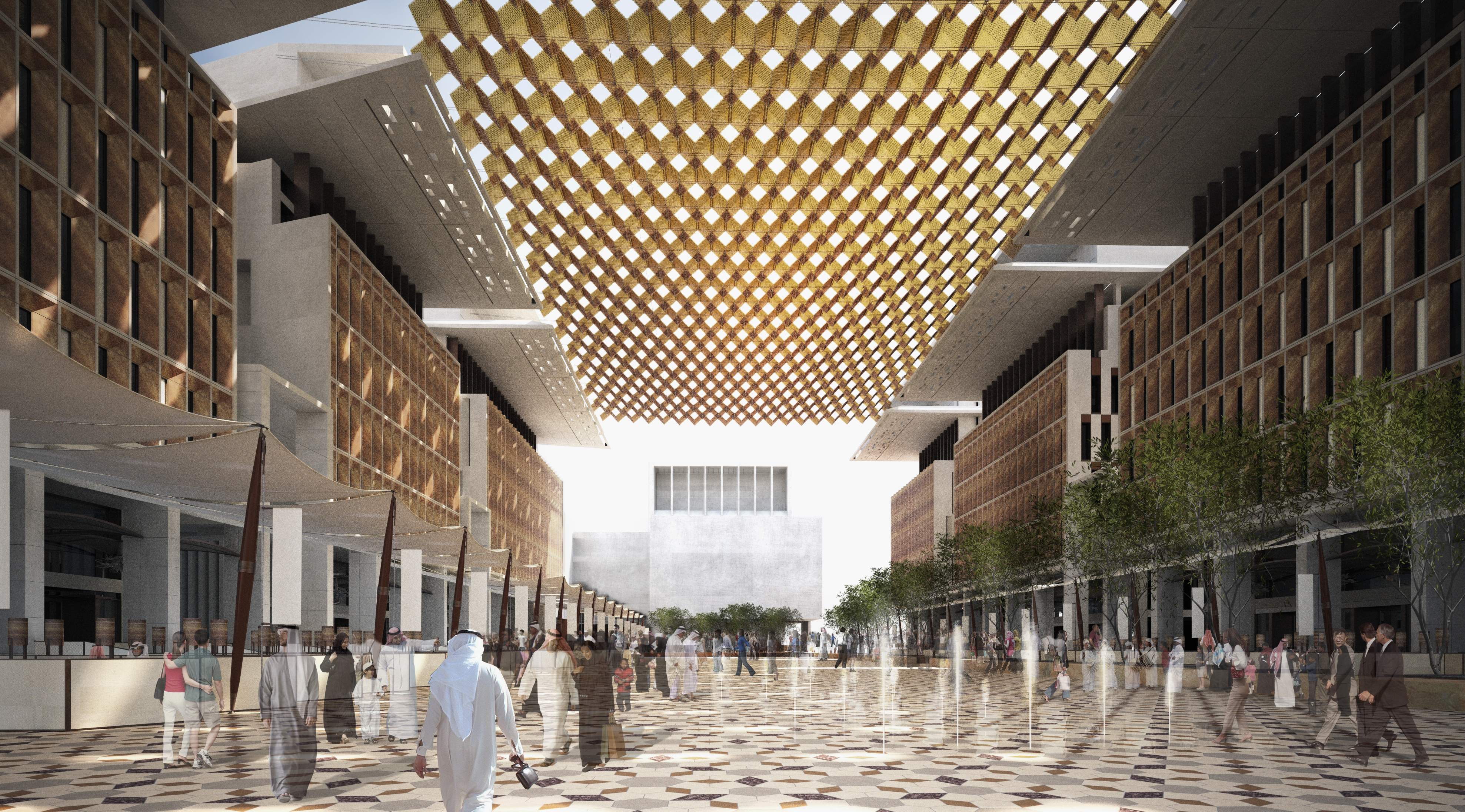
Msheireb Downtown Doha, Baharat Square, Доха, Катар
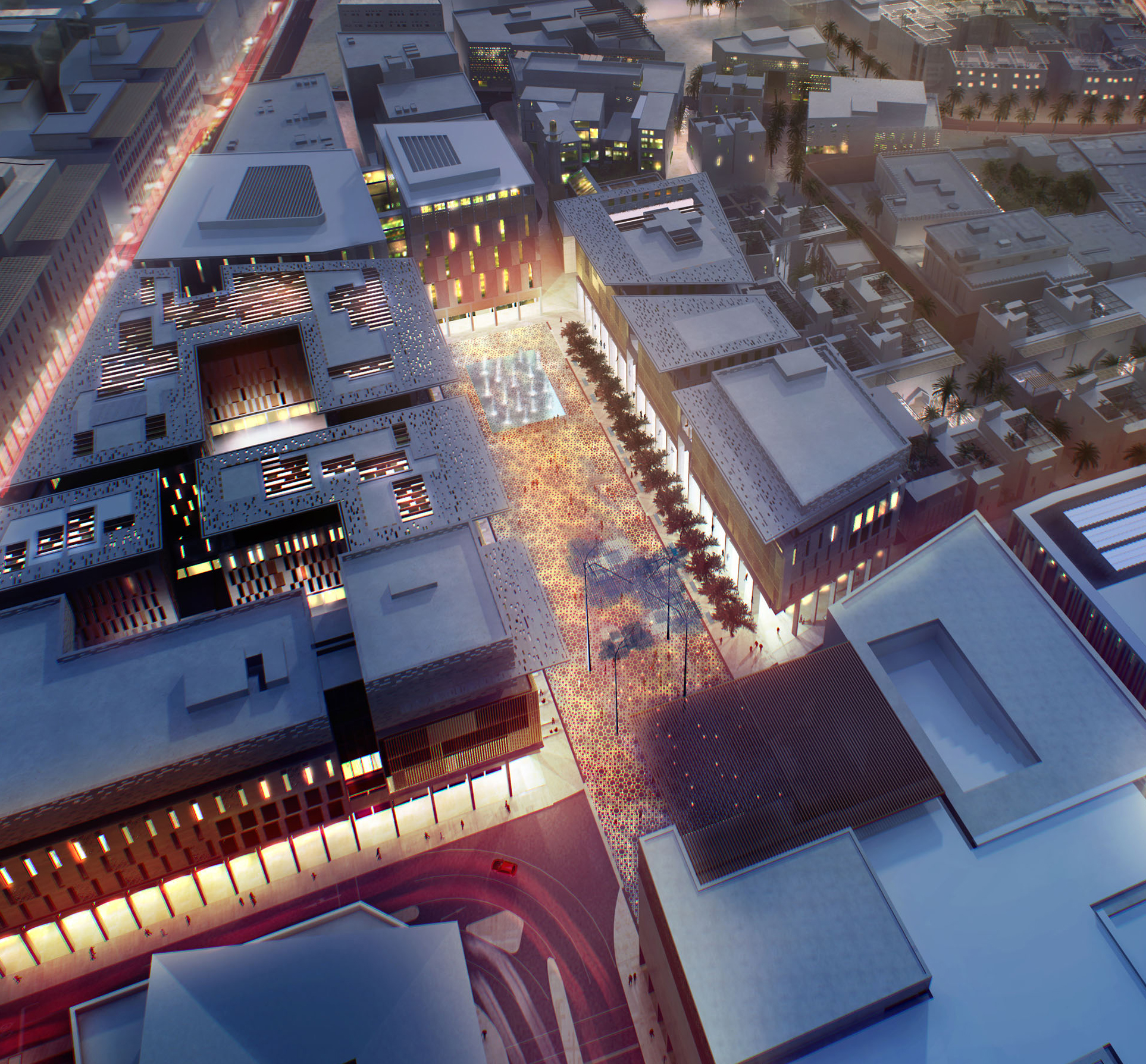
Msheireb Downtown, Доха, Катар
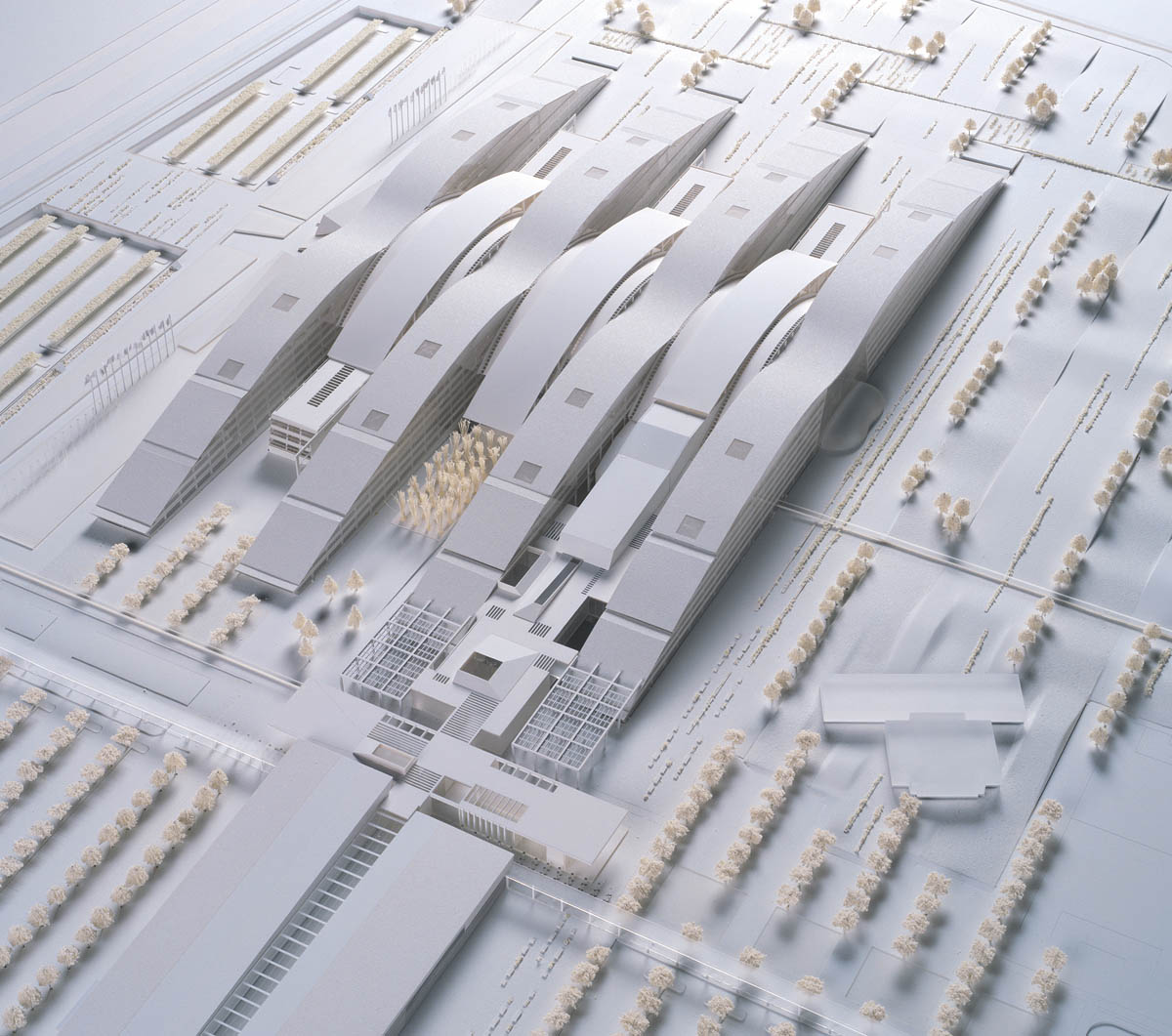
NATO Headquarters, Брюссель, Бельгия